# Свети Теодор (Горуша)
Свети Теодор (грч. Άγιος Θεόδωρος, Ајос Теодорос) је насељено место у општини Горуша у периферији Западна Македонија, Грчка. Према попису из 2021. године било је 19 становника.
Према бугарском географу и историчару, Василу Канчову, у Светом Теодору је 1900. године живело 72 Грка муслимана (Валахади) и 50 Грка хришћана. Свети Теодор се налази у области Населица, која је некада била насељена словенским становништвом које је касније хеленизовано. Године 1923. муслиманско становништво је принудно исељено у Турску а на њихово место је насељено 10 грчких избегличких породица, укупно 49 особа. На попису из 1928. године Свети Теодор је имао 98 становника. Село се раније звало Царишта.